# Berry (Wisconsin)
Berry è un comune degli Stati Uniti, situato in Wisconsin, nella Contea di Dane.